# Stanka Gjurić
Stanka Gjurić (Čakovec, Croàcia, aleshores part de Iugoslàvia, 1956 és una coneguda escriptora croata.

## Obres
- Sedmi pečat (1981)
- Treći čin (1983)
- Dječak (1986)
- Ključarev san (1990)
- Il sogno del guardiano (1994)
- Protuotrov ili njegovanje ludila (1994)
- Protuotrov ili njegovanje ludila (1998)
- Lekcija o drskosti (2000)
- Sve što sja (2005)
- Bešćutnost akvarela (2008)
- Dnevnik vodonoše - The Diary of an Aquarian (2010)
- Otpovijed − vodič za ljubavne lutalice (2014)
- Kroz eros i thanatos (2017)
- Protuotrov ili njegovanje ludila / Contravveleno o coltivazione della follia (2017)
- Unveiling Reality (2018)
- Istina o sreći (2018)